# 安德烈·索格利扎索
安德烈·索格利扎索（André Sogliuzzo，生於1966年8月10日）是美國配音演員和喜劇演員。他以在《降世神通：最後的氣宗》、《暗黑血统II》、《最終幻想13》、《成龍歷險記》、《極速快感：全民公敵》、《腦航員》、《疤面煞星：掌握世界》、「小龙斯派罗」系列、《星際大戰：複製人之戰》、《上古卷軸V：無界天際》和《變形金剛：毀滅》中的配音角色而聞名。

## 早年生活
索格利扎索於1966年8月10日出生於紐約市。

## 職業生涯
2004年至2015年間，每當安東尼奧·班德拉斯無法參與時，索格利扎索就擔任史瑞克系列中鞋貓劍客的主要替補配音演員，為電子遊戲、商業廣告和夢工廠電視內容中的該角色配音，並在《史瑞克2》改編電子遊戲和《史瑞克：撞車大賽》中分別取代文森·卡索和約翰·李斯高為胡德先生和法克大人配音。從2015至2018年Netflix劇集《鞋貓劍客歷險記》開始，艾瑞克·鮑薩取代索格利扎索成為該角色的主要替補配音演員，索格利扎索僅在該劇第一季中為少數角色配音。彼得·麥可後來在2023年電子遊戲《夢工廠全明星卡丁車》中接替他為法克大人配音。
2003年，索格利扎索受勞勃·辛密克斯僱用為其動作捕捉動畫電影《北極特快車》配音。索格利扎索取代了麥可·傑特為煙鬼和蒸汽機配音，這是片中僅有的兩個採用傳統動畫而非動作捕捉技術的角色，因傑特於當年3月20日因癲癇發作去世而未能完成全部對白錄製。為此，索格利扎索錄製了所有剩餘對白以挽救電影，並重新配音了傑特幾乎全部的錄音以保證一致性。同年晚些時候，索格利扎索還在電影改編電子遊戲中完整配音了這些角色。
2006年，索格利扎索在電子遊戲《疤面煞星：掌握世界》中為東尼·蒙大拿配音，這是1983年電影《疤面煞星》的續作。他是由原版電影中東尼的扮演者艾爾·帕西諾親自挑選的，因帕西諾認為自己的聲音在電影與遊戲相隔的23年間變化太大而拒絕重新配音，僅授權使用其形象。索格利扎索後來在2013年電子遊戲《復仇2》的DLC中再次為蒙大拿配音。
索格利扎索還為動視的多部作品配音，如2000年起在「小龙斯派罗」系列中為斯派克斯配音，2011至2016年間在「寶貝龍世界」系列中為卡莫和巫毒配音，以及2019年在《古惑狼賽車：氮氣爆衝》中為大諾姆、維洛和澤姆配音。

## 外部連結
- 安德烈·索格利扎索在互联网电影资料库（IMDb）上的資料（英文）